# Identificatieplicht in Nederland
Identificatieplicht in Nederland is de plicht die in Nederland bestaat tot het overleggen van een identiteitsbewijs (een document dat de identiteit van de drager bewijst). Deze identificatieplicht geldt sinds 2005 voor iedereen vanaf 14 jaar, maar andere vormen van identificatieplicht bestonden al eerder.
In de zorg is er een identificatieplicht vanaf de geboorte.

## Geschiedenis

### Voor de Tweede Wereldoorlog
Vanouds gold dat een burger zijn persoonsgegevens correct moest opgeven als daar door het bevoegde gezag naar werd gevraagd, bijvoorbeeld bij een verkeersovertreding. Zwijgen was toegestaan, maar het opgeven van een onjuiste naam was strafbaar. Het probleem was dat het gezag geen deugdelijke mogelijkheid had om de opgegeven naam te controleren. Eventueel kon worden gevraagd naar een document waarop de naam stond, bijvoorbeeld een trouwboekje, maar de burger was niet verplicht zo'n document bij zich te dragen, laat staan te tonen.
De rijksambtenaar Jacobus Lambertus Lentz, die vanaf 1936 de leiding had bij de Rijksinspectie van het Bevolkingsregister, wilde al voor de Tweede Wereldoorlog een systeem invoeren waarmee de identiteit van de inwoners van Nederland onomstotelijk kon worden vastgesteld. Dit systeem hield in, dat elke Nederlander een deugdelijk identificatiebewijs bij zich zou moeten dragen, zodat ieder op elk moment zou kunnen bewijzen hoe hij stond ingeschreven in het bevolkingsregister. Een departementale commissie, waar Lentz lid van was, beval dit sterk aan. De regering wees dit voorstel in maart 1940 van de hand, omdat zij van mening was dat dit in strijd met de Nederlandse tradities was. Het argument tegen de algemene identificatieplicht was, dat men daarmee zou veronderstellen dat elke inwoner een potentiële misdadiger is.

### Bezettingstijd
Op aandringen van de Duitse bezetter werd een persoonsbewijs ingevoerd door de Nederlandse secretarissen-generaal op 1 oktober 1940. Dit was bestemd voor alle Nederlanders van 14 jaar en ouder. Door middel van dit persoonsbewijs moest elke Nederlander zich in het maatschappelijke verkeer kunnen legitimeren. De eerder door de regering afgewezen voorstellen om een persoonsbewijs in te voeren, werden dus alsnog doorgevoerd met medewerking van Nederlandse ambtenaren.
Het persoonsbewijs was zeer moeilijk te vervalsen. Het systeem van identiteitsvaststelling, bestaande uit het bevolkingsregister in combinatie met de persoonsbewijzen, was goeddeels waterdicht.
Dit systeem werd door de bezetter gebruikt om duizenden personen op te pakken, waarvan velen werden vermoord. Ook voor de Joden was het persoonsbewijs een belangrijke schakel op weg naar de vernietiging. Na de bevrijding van Nederland werd de identificatieplicht afgeschaft.

### 1994-2005
Mede vanwege deze geschiedenis was een algemene identificatieplicht in Nederland lange tijd onbespreekbaar. Sinds juni 1994 bestond echter een identificatieplicht in het geval van gegronde verdenking en bij financiële transacties (de Wet op de identificatieplicht). Dit betekende dat er naar een identiteitsbewijs mocht worden gevraagd bij bijvoorbeeld vreemdelingentoezicht, verdenking van zwartrijden en toegang tot voetbalstadions.

## Bezwaren

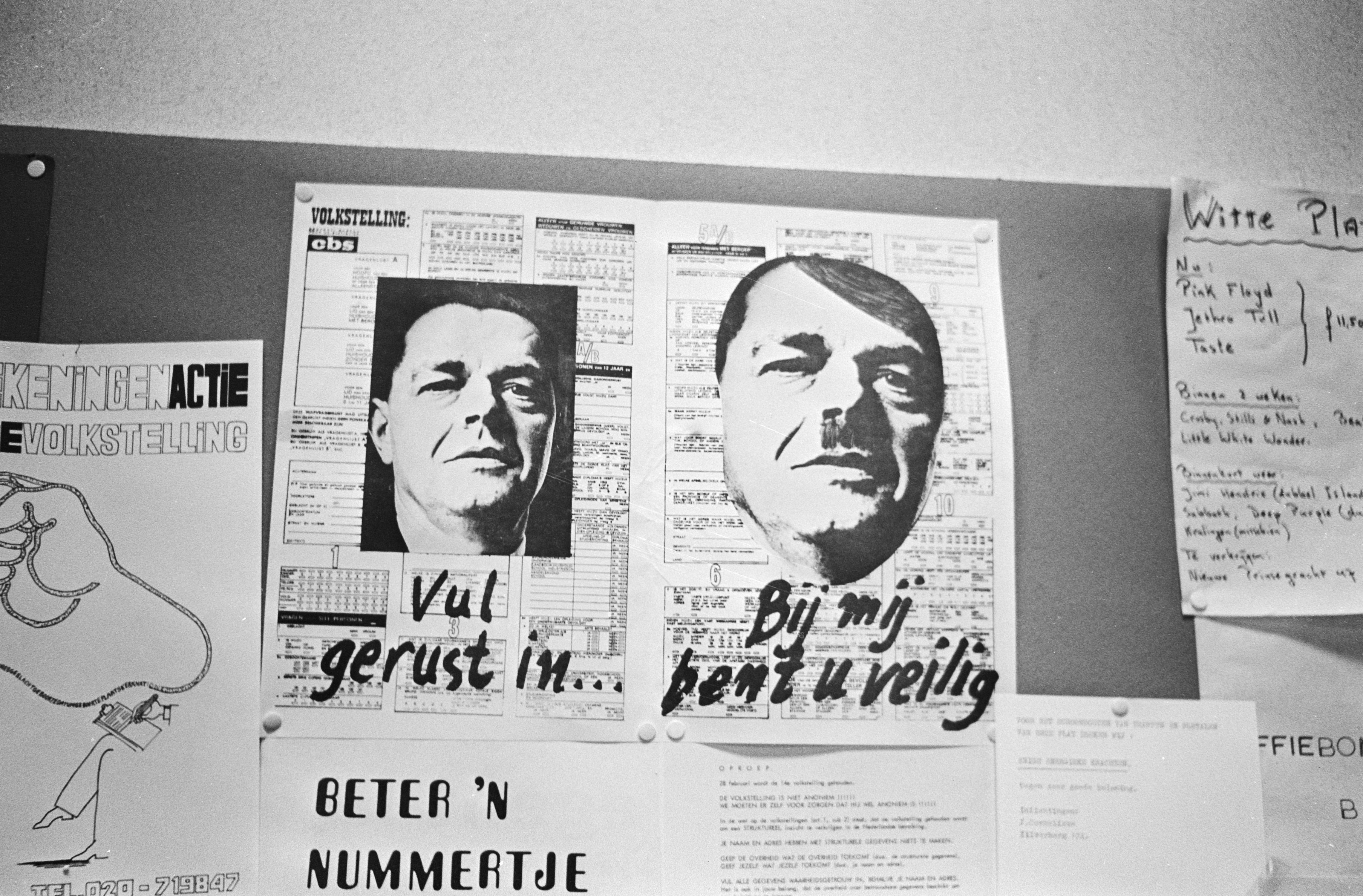
Affiche tegen de volkstelling van 1971

Op grond van de ervaringen tijdens de oorlog maakte herinvoering van de identificatieplicht tot in de jaren 60 weinig kans. Met name organisaties van voormalige verzetsmensen zoals de Expogé wezen een algehele identificatieplicht af. De Volkstelling van 1971 wakkerde dit bezwaar aan door veel uitgebreidere vragen te stellen dan tot dan toe gewoon was, wat een uitgebreide maatschappelijke discussie en veel bezwaren opriep. Pas in de jaren na 2000 ontstond een geconcentreerd bezwaar tegen verplichte identificatie, zoals o.m. de Stichting Meldpunt Misbruik Identificatieplicht. Dit  is een onafhankelijke vrijwilligersorganisatie die werd opgericht in november 2004 om de Wet op de uitgebreide identificatieplicht, die in 2005 van kracht werd, te volgen en tegen te gaan. Het meldpunt werd in 2008 een stichting.

## Wet op de uitgebreide identificatieplicht (Wuip, 2005)

### Inhoud van de wet
Op 1 januari 2005 werd de Wet op de identificatieplicht gewijzigd door de Wet van 24 juni 2004 tot wijziging en aanvulling van de Wet op de identificatieplicht, het Wetboek van Strafrecht, de Algemene wet bestuursrecht, de Politiewet 1993 en enige andere wetten in verband met de invoering van een identificatieplicht van burgers ten opzichte van ambtenaren van politie aangesteld voor de uitvoering van de politietaak en van toezichthouders (Wet op de uitgebreide identificatieplicht). Sinds deze datum is een algemene identificatieplicht van kracht. Onder bepaalde omstandigheden moeten nu ook kinderen onder de 14 jaar zich kunnen identificeren in het openbaar vervoer.
De uitbreiding van de identificatieplicht is bedoeld om een betere handhaving van wetten en regels mogelijk te maken. In de oorspronkelijke concepttekst van de wet werd voorgesteld om de identificatieplicht te laten ingaan vanaf twaalf jaar. Na het inwinnen van advies bij een aantal instellingen en adviesorganen besloot het kabinet in 2003 om die leeftijd te verhogen naar veertien jaar.
Burgers moeten op verzoek van een daartoe bevoegd ambtenaar een identiteitsbewijs kunnen tonen. Er is derhalve sprake van een toonplicht, de plicht tot het dragen van een identiteitsbewijs (draagplicht) staat niet in de wet.
Mensen die bij een controle door de politie/douane/boa geen identiteitsbewijs kunnen tonen, riskeren een boete. De boete betreft een zogeheten strafbeschikking. Dat houdt in dat de overtreding door de officier van justitie kan worden afgedaan.

### Situaties
Met het oog op de invoering van de identificatieplicht heeft het OM een Aanwijzing Uitbreiding Identificatieplicht opgesteld. In deze aanwijzing staat beschreven in welke situaties de politie/douane/boa om een identiteitsbewijs mag vragen.
Controle van identiteitsdocumenten zal vooral plaatsvinden bij onrust of dreigend geweld, zoals 's nachts in uitgaansgebieden of bij dreigende ordeverstoringen rond voetbalwedstrijden. Ook kan de politie aan omstanders van bijvoorbeeld een schiet- of steekpartij, of een brand om identificatie vragen.
De volgende, geenszins uitputtend bedoelde, opsomming noemt een aantal situaties waarin identiteitscontrole aangewezen kan zijn.
- een auto rijdt ‘s nachts rond op een industrieterrein (naar het rijbewijs van een autobestuurder kan altijd gevraagd worden);
- er vindt op straat of in een café een schietpartij plaats en het is relevant voor het onderzoek om de identiteit van (mogelijke) getuigen vast te stellen;
- in een groepje bekende dealers duikt een onbekende op;
- hangjongeren veroorzaken overlast in de openbare ruimte;
- er woedt een brand en de (mogelijke) brandstichter zou zich kunnen bevinden tussen de toegestroomde belangstellenden;
- bij evenementen zoals voetbalwedstrijden en demonstraties in geval van rellen of dreiging van het ontstaan van rellen;
- bij onrust of dreigend geweld in uitgaansgebieden en/of openbare manifestaties waarbij gevaar van ordeverstoring aanwezig is.

Onder normale, onverdachte omstandigheden zal de politie niet om identificatie vragen, maar ook dan moet de burger een identiteitsbewijs kunnen tonen, voor zover dat redelijkerwijs noodzakelijk is voor de uitoefening van de politietaak. In een uitgebreid onderzoek door de Nationale Ombudsman in september 2011 over preventief fouilleren, bleek dat de politie vaak routineus om identificatie vraagt (bijvoorbeeld bij het staandehouden voor controle van fietsverlichting). Juist in deze gevallen volgt regelmatig een boete wegens niet kunnen tonen van identificatiebewijs. Volgens de Ombudsman is dit een onterecht gebruik van de Wet op de identificatieplicht.
Komt iemand bij de politie om te melden dat hij iets verdachts heeft gezien, dan zal de politie hem om zijn persoonlijke gegevens vragen. Een officieel identiteitsbewijs wordt op prijs gesteld, maar de melder zal niet beboet worden als hij geen identificatiebewijs kan tonen. Het mag immers niet zo zijn dat een burger om die reden geen melding doet.

### Geen recht op coulance
Hoofdregel voor het OM is dat er weinig ontsnappingsmogelijkheden zijn voor mensen die geen identiteitsbewijs bij zich dragen. Om te voorkomen dat het belang van de identificatieplicht voor de rechtshandhaving wordt ondergraven, is er geen recht op een coulante behandeling. Wie desgevraagd geen identiteitsbewijs kan tonen aan het bevoegd gezag neemt het risico om meegenomen te worden naar het bureau, doorgaans volgt een geldboete.

## Geaccepteerde identificatiemiddelen
Artikel 1 van de Wet op de identificatieplicht onderscheidt in het eerste lid (verkort weergegeven):
1°. een paspoort of identiteitskaart
2°. een vreemdelingendocument
4°. een rijbewijs
Verder is er nog het geprivilegieerdendocument, een diplomatieke identiteitskaart.
Artikel 2 verplicht een ieder die de leeftijd van veertien jaar heeft bereikt, op de eerste vordering van de politie of een toezichthouder een identiteitsbewijs als bedoeld in artikel 1 ter inzage aan te bieden (zie ook hierboven).
Sommige andere wetten, zoals de SUWI (zie onder), eisen echter een document als bedoeld in artikel 1, eerste lid, onder 1° tot en met 3°, dus een rijbewijs wordt daar niet geaccepteerd.
Sinds 1994 geldt in Nederland een beperkte identificatieplicht. Deze plicht blijft na 1 januari 2005 gewoon bestaan en betekent dat men zich in bepaalde situaties moet kunnen identificeren. Dat geldt bijvoorbeeld bij het openen van een bankrekening, het aanvragen van een burgerservicenummer (BSN), het aanvragen van een uitkering, aanmelden bij zorginstellingen en op de werkplek.
Het rijbewijs is een algemeen identiteitsbewijs, maar in een aantal situaties waarin gegevens over verblijfstatus en nationaliteit belangrijk zijn, kan men zich er niet mee identificeren. Bijvoorbeeld bij de belasting, bij het in dienst treden bij een werkgever en bij het aanvragen van een uitkering. Op het rijbewijs staat namelijk niets over de nationaliteit en verblijfstatus. In deze gevallen heeft men een paspoort, identiteitskaart of vreemdelingendocument nodig.
In het onderstaande overzicht staat in welke situaties men welk identiteitsbewijs kan (dient te) gebruiken.
| Situatie                                                          | Paspoort of Nederlandse identiteitskaart | Vreemdelingendocument                    | Rijbewijs |
| ----------------------------------------------------------------- | ---------------------------------------- | ---------------------------------------- | --------- |
| Identiteitscontrole door politie, Marechaussee en toezichthouders | Ja                                       | Ja                                       | Ja        |
| Bij de belastingdienst                                            | Ja                                       | Ja                                       | Nee       |
| Geldzaken                                                         | Ja                                       | Ja                                       | Ja        |
| Aanvraag burgerservicenummer                                      | Ja                                       | Ja                                       | Nee       |
| Notaris                                                           | Ja                                       | Ja                                       | Ja        |
| In dienst treden bij nieuwe werkgever                             | Ja                                       | Ja                                       | Nee       |
| Op het werk                                                       | Ja                                       | Ja                                       | Ja        |
| UWV/SVB (uitkering)                                               | Ja                                       | Ja                                       | Nee       |
| Stemmen bij Verkiezingen (mag 5 jaar verlopen zijn)               | Ja                                       | Ja (niet voor Provincie of Tweede Kamer) | Ja        |
| Binnenlands Vreemdelingentoezicht                                 | Ja                                       | Ja                                       | Nee       |
| Zwartrijden in het openbaar vervoer                               | Ja                                       | Ja                                       | Ja        |
| Bezoek aan voetbalwedstrijd                                       | Ja                                       | Ja                                       | Ja        |
| In de zorg                                                        | Ja                                       | Ja                                       | Ja        |

## SUWI
De Wet structuur uitvoeringsorganisatie werk en inkomen (SUWI) bevat het volgende artikel:
Artikel 55. Vaststelling identiteit
1. Het Uitvoeringsinstituut Werknemersverzekeringen en de Sociale Verzekeringsbank stellen bij de uitoefening van hun taak de identiteit van de belanghebbende vast aan de hand van een document als bedoeld in artikel 1, eerste lid, onder 1° tot en met 3°, van de Wet op de identificatieplicht, voor zover dit noodzakelijk is voor de uitoefening van die taak.
2. Een ieder verstrekt op verzoek onverwijld aan de in het eerste lid genoemde rechtspersonen inzage in een op hem betrekking hebbend document als bedoeld in artikel 1 van de Wet op de identificatieplicht, voor zover dit redelijkerwijs nodig is voor de uitvoering van wettelijke taken door de betrokken rechtspersoon.

## Onjuist taalgebruik
Vaak wordt gesproken over een legitimatieplicht en zelfs overheidsgebouwen, waaronder rechtbanken, eisen voorafgaand aan de toegang dat men zich legitimeert. Dit betreft een onjuist taalgebruik. De wetgever heeft bewust onderscheid aangebracht tussen identificeren en legitimeren. Bij identificeren gaat het om wie men is, bij legitimeren om wat men is (of mag). Zo moet een burger ouder dan 14 jaar zich kunnen identificeren, tonen wie hij is, terwijl een handhavings- of opsporingsambtenaar zich moet kunnen legitimeren, laten zien wat hij is (of mag). De vraag aan een burger om een legitimatiebewijs te tonen, kan dan ook niet worden gehonoreerd, omdat de burger geen legitimatiebewijs heeft.

## Gelijk oversteken
Sommigen roepen ertoe op om altijd wanneer men gevorderd wordt zich te identificeren van de toezichthouder of opsporingsambtenaar (bijvoorbeeld een politieambtenaar) te verlangen dat er "gelijk wordt overgestoken". Een burger zou zich dan alleen moeten identificeren wanneer de toezichthouder of opsporingsambtenaar zich legitimeert. Toezichthouders en opsporingsambtenaren zijn namelijk verplicht zich te legitimeren indien ze daarom verzocht worden. Treden ze op in burgerkleding, dan zijn ze zelfs verplicht om dit ongevraagd te doen, tenzij bijzondere omstandigheden het op dat moment onmogelijk maken. Dit volgt onder andere uit artikel 2 van de Ambtsinstructie voor de politie en artikel 5:12 van de Algemene wet bestuursrecht. De identificatieplicht van de burger is echter niet gelijk aan de legitimatieplicht van de toezichthouder of opsporingsambtenaar en "gelijk oversteken" kan door de burger niet worden afgedwongen. Hij zal gewoon aan zijn identificatieplicht moeten voldoen en is strafbaar als hij dit weigert.
Wel heeft de politierechter in Leeuwarden een 20-jarige inwoner van Buitenpost in 2011 vrijgesproken van het plegen van verzet bij aanhouding. De man werd tijdens de lokale feestweek in augustus 2009 aangesproken door de politie wegens een verdenking van wildplassen. Toen de agenten – in uniform – de man naar diens identiteitsbewijs vroegen, zei de man dat hij wilde dat de politie zichzelf eerst legitimeerde. De politie voldeed niet aan dat verzoek. Daarop werd de jongeman aangehouden. Volgens de politie zou hij zich daarbij hebben verzet. Het OM vorderde een voorwaardelijk geldboete van € 150 en een proeftijd van één jaar.
Raadsman mr. Tjalling van der Goot voerde aan dat volgens de wet eerst moet worden vastgesteld of de agenten rechtmatig werkzaam waren (art. 180 Wetboek van Strafrecht). Op grond van de Ambtsinstructie voor de politie dient een politie zich te legitimeren. Er was geen sprake van een hectische situatie. Ook anderszins waren er geen omstandigheden die maakten dat de politie zich niet dadelijk kon legitimeren. Om die reden kon volgens de verdediging niet worden gesproken van een rechtmatige uitoefening van de bediening.
De rechter sprak vrij. Volgens de rechter dient een agent zich onmiddellijk te legitimeren. Die regel lijdt slechts uitzondering indien van politieambtenaren onder omstandigheden niet kan worden gevergd dat zij zich van tevoren identificeren. Dat kan het geval zijn indien er sprake is van gevaar of van hectiek. De uitspraak is principieel. De rechter legt de legitimatieplicht ruim uit en oordeelt dat bij schending van dit vereiste sprake is van onrechtmatig handelen van de politie. Het niet-naleven van de legitimatieplicht kan gevolgen hebben voor het bewijs, zoals ook in deze zaak. In de praktijk blijkt veelal niet uit de stukken dat de politie zich voorafgaande aan haar actie heeft gelegitimeerd.